# Воздвиженье (Великоустюгский район)
Воздвиженье — деревня в Великоустюгском районе Вологодской области.
Входит в состав Марденгского сельского поселения, с точки зрения административно-территориального деления — в Марденгский сельсовет.
Расстояние по автодороге до районного центра Великого Устюга — 4 км, до центра муниципального образования Благовещенья — 11,5 км.
По переписи 2002 года население — 12 человек.